# Виконт Фалмут
Виконт Фалмут (англ. Viscount Falmouth) — наследственный титул, созданный дважды в британской истории, в 1674 году (Пэрство Англии) и в 1720 году (Пэрство Великобритании).

## История
Впервые титул виконта Фалмута был создан в 1674 году для Джорджа Фицроя (1665—1716), внебрачного сына короля Англии Карла II Стюарта и Барбары Вильерс. В том же году он получил титул графа Нортумберленда, а в 1683 году для него был создан титул герцога Нортумберленда. В 1716 году после смерти бездетного Джорджа Фицроя титул виконта Фалмута прервался.
9 июня 1720 года титул виконта Фалмута был воссоздан вторично для Хью Боскауэна (ок. 1680—1734). Вместе с титулом виконта получил титул барона Боскауна-Роуза (Пэрство Великобритании). Хью Боскавен представлял в Палате общин Трегони, Корнуолл, Труро и Пенрин, а также занимал посты контролера королевского двора и вице-казначея Ирландии. Его сын, Хью Боскауэн, 2-й виконт Фалмут (1707—1782), имел чин генерала британской армии, представлял Труро в Палате общин (1727—1734) и занимал пост капитана почётной йоменской гвардии (1747—1782). Его племянник, Джордж Эвелин Боскауэн, 3-й виконт Фалмут (1758—1808), занимал должность капитана почётного корпуса джентльменов (1790—1808). Его сын, Эдвард Боскауэн, 4-й виконт Фалмут (1787—1841), представлял Труро в Палате общин (1806—1807). В 1821 году для него был создан титул графа Фалмута в графстве Корнуолл (Пэрство Соединённого королевства). Его сменил его сын, Джордж Генри Боскауэн, 2-й граф Фалмут (1811—1852). Он кратко представлял Западный Корнуолл в Палате общин (1841—1842). В 1852 году после смерти последнего титул графа Фалмута прервался, а титул виконта унаследовал его двоюродный брат, Эвелин Боскауэн, 6-й виконт Фалмут (1819—1889). Он был сыном преподобного достопочтенного Джона Эвелина Боскауэна, второго сына 3-го виконта Фалмута. В 1845 году лорд Фалмут женился на Мэри Фрэнсис Элизабет Боскауэн, 17-й баронессе ле Диспенсер (1822—1891). В 1872 году виконт Фалмут указывался как один из десяти крупных землевладельцев в Корнуолле, имея поместье 25,910 акров (104,9 км 2). Им наследовал их сын, Эвелин Эдвард Томас Боскауэн, 7-й виконт и 18-й барон ле Диспенсер (1847—1918), который имел чин генерал-майора британской армии. Он считался фактическим отцом Джона Черчилля (1880—1947), второго сына Рэндольфа Черчилля.
С 1889 года титул барона ле Деспенсера стал вспомогательными титулом виконта Фалмута.
По состоянию на 2025 год, обладателем титулов являлся его правнук, Эвелин Артур Хью Боскауэн, 10-й виконт Фалмут (род. 1955) — сын Джорджа Хью Боскауэна, 9-го виконта Фалмута (1919—2022), который наследовал своему отцу в 2022 году. 9-й виконт Фалмут в 1977—1994 годах — лорд-лейтенант Корнуолла.
Достопочтенный Роберт Боскауэн (1923—2013), консервативный политик, четвертый сын 8-го виконта и младший брат 9-го виконта Фалмута.
Семейная резиденция — поместье Треготнан в окрестностях города Труро в графстве Корнуолл.

## Виконты Фалмут, первая креация (1674)
- 1674—1716: Джордж Фицрой, 1-й герцог Нортумберленд (28 декабря 1665 — 28 июня 1716), младший (третий) внебрачный сын короля Англии Карла II Стюарта и Барбары Вильерс (1640—1709).

## Виконты Фалмут, вторая креация (1720)
- 1720—1734: Хью Боскауэн, 1-й виконт Фалмут (ок. 1680 — 25 октября 1734), единственный сын депутат Эдварда Боскауэна (1628—1685/1686)
- 1734—1782: Хью Боскауэн, 2-й виконт Фалмут (20 марта 1707 — 4 февраля 1782), старший сын предыдущего
- 1782—1808: Джордж Эвелин Боскауэн, 3-й виконт Фалмут (6 мая 1758 — 8 февраля 1808), единственный сын адмирала Эдварда Боскауэна (1711—1761), внук 1-го виконта Фалмута
- 1808—1841: Эдвард Боскауэн, 4-й виконт Фалмут (10 мая 1787 — 29 декабря 1841), старший сын предыдущего, граф Фалмут с 1821 года.

## Графы Фалмут (1821)
- 1821—1841: Эдвард Боскауэн, 1-й граф Фалмут (10 мая 1787 — 29 декабря 1841), старший сын Джорджа Эвелина Боскауэна, 3-го виконта Фалмута
- 1841—1852: Джордж Генри Боскауэн, 2-й граф Фалмут (8 июля 1811 — 29 августа 1852), единственный сын предыдущего.

## Виконты Фалмут (1720)
- 1852—1889: Эвелин Боскауэн, 6-й виконт Фалмут (18 марта 1819 — 6 ноября 1889), старший сын преподобного Джона Эвелина Боскауэна (1790—1851), второго сына 3-го виконта Фалмута;
- 1889—1918: Эвелин Томас Эдвард Боскауэн, 7-й виконт Фалмут (24 июля 1847 — 1 октября 1918), старший сын предыдущего;
- 1918—1962: Эвелин Хью Джон Боскауэн, 8-й виконт Фалмут (5 августа 1887 — 18 февраля 1962), старший сын предыдущего;
- 1962—2022: Джордж Хью Боскауэн, 9-й виконт Фалмут (31 октября 1919 — 7 марта 2022), второй сын предыдущего;
- 2022 — настоящее время: Эвелин Артур Хью Боскауэн, 10-й виконт Фалмут (род. 13 мая 1955), старший сын предыдущего;
  - Наследник: Достопочтенный Эвелин Джордж Уильям Боскауэн (род. 1 октября 1979), единственный сын предыдущего от первого брака;
    - Наследник наследника: Эвелин Ральф Константин Боскауэн (род. 2015), сын предыдущего.